# الصافية (السدة)

تعديل مصدري - تعديل

الصافية محلة تابعة لقرية جرن الدار، التابعة لعزلة وادي عصام بمديرية السدة إحدى مديريات محافظة إب في الجمهورية اليمنية.، بلغ تعداد سكانها 20 حسب تعداد اليمن لعام 2004.